# Tectoy
Tectoy (Tec Toy jusqu'à fin 2007) est une entreprise de jeu vidéo et d'électronique brésilienne fondée le 18 septembre 1987 à Sao Paulo, où se situe son siège.
Il est surtout connu pour la production, l'édition et la distribution de consoles et de jeux vidéo Sega au Brésil. La société a été fondée par Daniel Dazcal, Leo Kryss et Abe Kryss en 1987 parce que Dazcal a vu une occasion de développer un marché pour les jouets électroniques et les jeux vidéo, catégories de produits que les concurrents ne vendaient pas au Brésil à l'époque. Les actions de la société sont négociées sur la Bovespa.
Cette entreprise commercialise au Brésil, sous la marque TecToy, des consoles de Sega tels que des modèles de Master System et de Mega Drive ainsi que des jeux de la même entreprise.
Peu de temps après sa création, Tectoy a conclu un accord de licence avec Sega lui permettant de commercialiser un jeu de pistolet laser basé sur l'anime japonais Zillion, qui a vendu plus d'unités au Brésil qu'au Japon. Tectoy apportera plus tard le Master System et Mega Drive dans la région, ainsi que les dernières consoles de jeux vidéo de Sega et le service Sega Meganet. D'autres produits développés par Tectoy incluent des jouets éducatifs tels que le Pense Bem, des machines de karaoké et des jeux originaux Master System et Mega Drive sortis exclusivement au Brésil, tels que Férias Frustradas do Pica Pau et des traductions en portugais et des versions alternatives de jeux vidéo. Au cours de son histoire, Tectoy s'est diversifié pour inclure davantage de produits électroniques, tels que les lecteurs DVD et Blu-ray et la console Zeebo. Bien que réussie à certains moments, la société a également subi une restructuration de sa dette en 2000 et des actions pour consolider ses deux offres publiques d'actions en une seule.
Tectoy est crédité du succès continu des consoles Sega au Brésil bien au-delà de leur durée de vie dans le monde entier. À un moment donné, Tectoy détenait une part de marché de 80% des jeux vidéo au Brésil. Tectoy continue de produire à ce jour des consoles dédiées plug and play inspirées du Master System et de Genesis, qui continuent de rivaliser avec les systèmes plus modernes de Microsoft, Nintendo et Sony en popularité.